# Philippe Brunel
Pour les articles homonymes, voir Brunel.
Philippe Brunel, né le  28 février 1973 à Boulogne-sur-Mer (Pas-de-Calais), est un footballeur français.

## Biographie
Originaire du Nord-Pas-de-Calais, Philippe Brunel a défendu les couleurs des deux clubs phares de sa région : le RC Lens et le LOSC. Champion de France avec les "sang et or", et vainqueur de la Coupe de la Ligue, il rejoint l'Olympique de Marseille où il ne parvint pas à s'imposer à une époque d'instabilité du club phocéen (six changements d'entraineur en six mois). À la trêve hivernale, il remonte dans le Nord et rejoint les dogues de Vahid Halilhodžić qui disputent la première campagne européenne du club. Il s'impose rapidement comme un joueur cadre de l'effectif lillois, d'abord sous les ordres de "coach Vahid", puis de Claude Puel. En 2005, il rejoint le FC Sochaux, club avec lequel il remporte la Coupe de France contre Marseille. En finale, il inscrit d'ailleurs le tir au but décisif. En 2007, il rejoint Angers où il termine sa carrière professionnelle.
En 2022, le magazine So Foot le classe dans le top 1000 des meilleurs joueurs du championnat de France, à la 576e place.

## Palmarès
- Champion de France en 1998 avec le RC Lens
- Vainqueur de la Coupe de France en 2007 avec le FC Sochaux
- Vainqueur de la Coupe de la Ligue en 1999 avec le RC Lens
- Vainqueur de la Coupe Intertoto en 2004 avec le Lille OSC
- Vice-champion de France en 2005 avec le Lille OSC
- Finaliste de la Coupe de France en 1998 avec le RC Lens
- Vainqueur de la Coupe Gambardella en 1992 avec le RC Lens.

## Statistiques
| Saison      | Club                   | Pays   | Championnat | Championnat | Championnat | Championnat  | Championnat  | Coupes Nationales | Coupes Nationales | Europe | Europe | Europe | TOTAL  | TOTAL |
| Saison      | Club                   | Pays   | Division    | Matchs      | Buts        | Cartons      | Cartons      | Matchs            | Buts              | Coupe  | Matchs | Buts   | Matchs | Buts  |
| ----------- | ---------------------- | ------ | ----------- | ----------- | ----------- | ------------ | ------------ | ----------------- | ----------------- | ------ | ------ | ------ | ------ | ----- |
| Saison      | Club                   | Pays   | Division    | Matchs      | Buts        | Carton jaune | Carton rouge | Matchs            | Buts              | Coupe  | Matchs | Buts   | Matchs | Buts  |
| 1990 - 1991 | US Boulogne            | France | Division 4  | 0           | 0           | ?            | ?            | 0                 | 0                 | /      | -      | -      | 0      | 0     |
| 1991 - 1992 | RC Lens B              | France | Division 3  | 0           | 0           | ?            | ?            | 0                 | 0                 | /      | -      | -      | 0      | 0     |
| 1992 - 1993 | RC Lens B              | France | Division 3  | 0           | 0           | ?            | ?            | 0                 | 0                 | /      | -      | -      | 0      | 0     |
| 1993 - 1994 | RC Lens                | France | Division 1  | 9           | 0           | ?            | ?            | 2                 | 0                 | /      | -      | -      | 11     | 0     |
| 1994 - 1995 | RC Lens                | France | Division 1  | 18          | 1           | ?            | ?            | 3                 | 0                 | /      | -      | -      | 21     | 1     |
| 1995 - 1996 | FC Gueugnon            | France | Division 1  | 34          | 4           | ?            | ?            | 3                 | 1                 | /      | -      | -      | 37     | 5     |
| 1996 - 1997 | RC Lens                | France | Division 1  | 28          | 2           | ?            | ?            | 2                 | 0                 | /      | -      | -      | 30     | 2     |
| 1997 - 1998 | RC Lens                | France | Division 1  | 33          | 1           | ?            | ?            | 10                | 2                 | /      | -      | -      | 43     | 3     |
| 1998 - 1999 | RC Lens                | France | Division 1  | 17          | 2           | ?            | ?            | 9                 | 2                 | C1     | 1      | 0      | 27     | 4     |
| 1999 - 2000 | RC Lens                | France | Division 1  | 32          | 2           | ?            | ?            | 1                 | 0                 | C3     | 12     | 2      | 45     | 4     |
| 2000 - 2001 | RC Lens                | France | Division 1  | 21          | 1           | ?            | ?            | 2                 | 0                 | CI     | 2      | 0      | 25     | 1     |
| 2001 - 2002 | Olympique de Marseille | France | Division 1  | 11          | 0           | ?            | ?            | 0                 | 0                 | /      | -      | -      | 11     | 0     |
| 2001 - 2002 | Lille OSC              | France | Division 1  | 11          | 1           | ?            | ?            | 0                 | 0                 | C3     | 2      | 0      | 13     | 1     |
| 2002 - 2003 | Lille OSC              | France | Ligue 1     | 36          | 3           | ?            | ?            | 6                 | 2                 | CI     | 6      | 1      | 48     | 6     |
| 2003 - 2004 | Lille OSC              | France | Ligue 1     | 34          | 3           | ?            | ?            | 3                 | 1                 | /      | -      | -      | 37     | 4     |
| 2004 - 2005 | Lille OSC              | France | Ligue 1     | 37          | 9           | ?            | ?            | 4                 | 2                 | CI+C3  | 5+9    | 0+0    | 55     | 11    |
| 2005 - 2006 | FC Sochaux-Montbéliard | France | Ligue 1     | 19          | 0           | ?            | ?            | 3                 | 0                 | /      | -      | -      | 22     | 0     |
| 2006 - 2007 | FC Sochaux-Montbéliard | France | Ligue 1     | 9           | 0           | ?            | ?            | 3                 | 0                 | /      | -      | -      | 12     | 0     |
| 2007 - 2008 | Angers SCO             | France | Ligue 2     | 31          | 4           | 2            | ?            | 6                 | 1                 | /      | -      | -      | 37     | 5     |
| 2008 - 2009 | Angers SCO             | France | Ligue 2     | 36          | 3           | ?            | ?            | 1                 | 0                 | /      | -      | -      | 37     | 3     |
| 2009 - 2010 | Angers SCO             | France | Ligue 2     | 32          | 3           | 1            | 0            | 5                 | 0                 | /      | -      | -      | 37     | 3     |
| 2011 - 2012 | AS Valence             | France | CFA         | 11          | 0           | ?            | ?            | 4                 | 0                 | /      | -      | -      | 15     | 0     |
|             |                        |        | TOTAL       | 459         | 39          | 3            | ?            | 67                | 11                |        | 37     | 3      | 563    | 53    |

- Premier match en Division 1 : le 16 octobre 1993, RC Lens - AS Cannes (2-1)
- Premier but en Division 1 : 15 avril 1995, RC Lens - SC Bastia (3-0)
- 349 matchs et 29 buts en Division 1/Ligue 1
- 99 matchs et 10 buts en Ligue 2
- 1 match en Ligue des Champions
- 23 matchs et 2 buts en Coupe de l'UEFA
- 13 matchs et 1 but en Coupe Intertoto